# Schistidium deguchianum
Schistidium deguchianum là một loài Rêu trong họ Grimmiaceae. Loài này được Ochyra & Bednarek-Ochyra mô tả khoa học đầu tiên năm 2011.